# Pouliční marketing
Pouliční marketing (street marketing) je marketingová technika, která přináší produkty nebo služby zákazníkům přímo na veřejných místech, jako jsou ulice, náměstí, veřejná prostranství, supermarkety, hypermarkety atd. Pouliční marketing patří mezi metody obchodních technik používaných k propagaci výrobků nebo služeb nekonvenčním způsobem. Pouliční marketing se dá provádět mnoha způsoby a stále se s postupem času vymýšlejí nové a nové způsoby.

## Poslání pouličního marketingu
Posláním pouličního marketingu je přilákat pozornost a vytvářet rozruch. Tento typ marketingu odbočuje z typických reklamních metod a  často je nekonvenční. Použití technik pouličního marketingu může být efektivní způsob, jak umístěním cílit na konkrétní zákazníky, které zahrnuje strategický plán společnosti. Vhodným způsobem použití může tento typ aktivit zanechat nezapomenutelný dojem na spotřebitele a tím zvýšit například povědomí o značce.

## Vývoj pouličního marketingu
Tento typ marketingových aktivit stojí na velmi starých základech, jež se datují již do praxe obchodníků, kteří rozprodávali své zboží přímo na ulici. Ale jako vše i strategie reklamy na ulici se vyvinula. Zpočátku se na pouličním marketingu podílely menší společnosti. Právě pro ně mohlo být obtížné zviditelnit se na trhu pomocí tradiční reklamy v mediích, jelikož je tento typ reklamy velice nákladný a neexistuje žádná záruka úspěchu. Určitou alternativou k tradiční reklamě je právě pouliční marketing, který má přímý přístup ke spotřebitelům, přináší poselství společnosti přímo k lidem a to často na místech, kde to nejméně čekají (ulice, nádraží, autobusové zastávky, eskalátory).
V dnešní době již nezáleží na velikosti společnosti, pouliční marketing využívají téměř všechny. Pouliční marketing tvoří podmnožinu guerillového marketingu. Stejně jako guerillový marketing tak i pouliční marketing má tu vlastnost, že je nekonvenční. Lidé, kteří takovouto kampaň vytváří, musí být vynalézaví a kreativní, aby na společnost, značku či produkt upoutali pozornost. Oproti guerillovému marketingu je pouliční marketing omezen pouze na ulice nebo na veřejná místa. Guerillový marketing využívá také jiných nástrojů, jako jsou především média (například internet).

## Příklady využití pouličního marketingu
Pouliční marketing se může vyskytovat ve více podobách. V praxi se s ním lze setkat především v následujících způsobech použití:

### Distribuce reklamních materiálů
Prvním příkladem využití jsou letáky rozdávané v ulicích měst, vesnic či různých veřejných prostranství. K letáku se většinou také přidávají kupony se slevami, s různými bonusy, či věcmi zadarmo, aby se zákazník šel do daného podniku, pokud se tedy jedná například o restauraci, podívat. Nebo v jiném případě si výrobek alespoň vyzkoušet. Letáky a jiné propagační materiály jsou často rozdávány s osobami převlečenými za logo či výrobek dané společnosti. Takováto reklama opravdu probudí zájem lidí, kteří se často zastaví a případně se s takto přestrojenou osobou i vyfotí.
Pro tuto variantu pouličního marketingu se rozhodlo i vedení portlandského muzea Evergreen Space Museum. Ti se rozhodli otevření muzea podpořit tím, že do ulic města vypustili skupinu dvanácti pracovníků, převlečených za kosmonauty. Tito astronauté rozdávali letáky s informacemi a speciální „kosmickou“ zmrzlinu s logem muzea. Skupinka se dostala i do vysílání místních televizních zpráv a splnila tak svůj účel: propagovat otevření muzea.

### Oslovování kolemjdoucích
Další technikou, kterou lze také považovat za pouliční marketing, je oslovování kolemjdoucích s nabídkou. Tyto tzv. „oslovovatele“ je možné potkat téměř na všech místech, kde se koncentruje větší množství lidí. V mnoha případech se jedná o brigádníky, jejichž úkolem je oslovit a v nejlepším případě i přesvědčit kolemjdoucí, ke koupi určitého produktu. V míře úspěch – neúspěch se tato metoda stále vyplatí. Nejčastěji je tato technika spojena s různými charitativními organizacemi. A dále také s propagátory telefonních služeb a levných parfémů. Jsou i tací, co prchajícím zákazníkům nevyžádaný parfém vhodí do tašky přímo. Dohodu pak považují za sjednanou. I takovým způsobem street marketing funguje řadu let a právě z takovýchto důvodů může mít mezi veřejností poměrně špatnou pověst. 

### Reklama na chodnících
Nedílnou součástí pouličního marketingu jsou samozřejmě reklamy umístěné na zastávkách či sloupcích veřejného osvětlení, které jsou využívány opravdu často. Každý, kdo stojí na zastávce, si jednou danou reklamu jistě přečte a pokud tam bude měsíc, je prakticky nemožné, aby si ji člověk nezapamatoval. Tuto strategii začaly naplno využívat obchody se sportovním náčiním, kdy na cesty, které jsou plné cyklistů, bruslařů, maminek a tatínků s dětmi na procházce či jen procházejících kolem, nalepily nebo namalovali svoji reklamu. Příkladem jsou různé cyklistické stezky, parky a hřiště. Dalším, kdo se přidaly, byly například firmy nabízející čisticí prostředky a také řetězce nabízející jídlo.
Tento typ pouličního marketingu využívá především v zahraničí mnoho firem, za všechny můžeme zmínit například společnosti McDonald's, Guinness, či Starbucks. Jejich loga se objevují na různých místech v mnoha městech světa. Poměrně novým trendem je tzv. "clean graffiti". V tomto případě se využívá ušpiněných ploch, které se na určitých místech očistí a tak vznikne logo společnosti. Tuto techniku využívá například již zmíněná společnost Starbucks.